# لويس فرنانديز (كاهن كاثوليكي)
لويس فرنانديز (بالفرنسية: Luis Antonio Fernández de Córdoba Portocarrero)‏ (و. 1696 – 1771 م) هو كاهن كاثوليكي إسباني، ولد في إسبانيا، توفي في طليطلة، عن عمر يناهز 75 عاماً.

## مناصب
تولى منصب كاردينال (منذ 18 ديسمبر 1754)
- مطران طليطلة  [لغات أخرى]‏

.

## التعليم
تعلم في جامعة سلامنكا، وتعلم في جامعة كومبلوتنسي ‏
.